# Folketingsvalget 2007
Folketingsvalget 2007 var det 67. valg til Folketinget i Kongeriget Danmark og blev afholdt den 13. november 2007 efter at være blevet udskrevet 24. oktober af statsminister Anders Fogh Rasmussen onsdag den 24. oktober 2007. Ved valget opstillede 795 kandidater for ni partier samt 13 kandidater uden for partierne.
Valgets resultat blev, at de hidtidige regeringspartier Venstre og Det Konservative Folkeparti sammen med støttepartiet Dansk Folkeparti samt det færøske Sambandsparti i alt lige nøjagtig opnåede det snævrest mulige flertal på 90 mandater. Dermed kunne Anders Fogh Rasmussens danne sin tredje VK-regering.
Begrundelsen for at udskrive valget over et år før den hidtidige valgperiodes udløb var med statsministerens ord "at rense luften". Der forestod flere store forhandlinger, som ville blive besværliggjorte af valgrygter, der kunne foranledige de potentielle forligspartier til at stille for mange og reelt uopfyldelige krav med henblik på en eventuel valgkamp.

## Valgresultatet
| Partier                        | Partier                                     | Partileder             | Stemmer   | %      | Mandater     | +/ – |
| ------------------------------ | ------------------------------------------- | ---------------------- | --------- | ------ | ------------ | ---- |
| Danmark                        |                                             |                        |           |        |              |      |
|                                | Venstre, Danmarks Liberale Parti (V)        | Anders Fogh Rasmussen  | 908.472   | 26,2%  | 46           | –6   |
|                                | Socialdemokraterne (A)                      | Helle Thorning-Schmidt | 881.037   | 25,5%  | 45           | –2   |
|                                | Dansk Folkeparti (O)                        | Pia Kjærsgaard         | 479.532   | 13,9%  | 25           | +1   |
|                                | Socialistisk Folkeparti (F)                 | Villy Søvndal          | 450.975   | 13,0%  | 23           | +12  |
|                                | Det Konservative Folkeparti (C)             | Bendt Bendtsen         | 359.404   | 10,4%  | 18           | ±0   |
|                                | Det Radikale Venstre (B)                    | Margrethe Vestager     | 177.161   | 5,1%   | 9            | –8   |
|                                | Ny Alliance (Y)                             | Naser Khader           | 97.295    | 2,8%   | 5            | ny   |
|                                | Enhedslisten (Ø)                            | Kollektivt lederskab   | 74.982    | 2,2%   | 4            | –2   |
|                                | Kristendemokraterne (K)                     | Bodil Kornbek          | 30.013    | 0,9%   | 0            | ±0   |
|                                | Løsgængere                                  |                        | 549       | 0,0%   | 0            | ±0   |
|                                |                                             |                        |           |        |              |      |
| Subtotal                       | Subtotal                                    |                        | 3.459.420 | 100,0% | 175          | —    |
| Færøerne                       |                                             |                        |           |        |              |      |
|                                | Tjóðveldi (Republikanerne) (E)              | Høgni Hoydal           | 5.949     | 25,4%  | 1            | ±0   |
|                                | Sambandsflokkurin (Sambandspartiet) (B)     | Kaj Leo Johannesen     | 5.413     | 23,5%  | 1            | +1   |
|                                | Fólkaflokkurin (Folkeflokken) (A)           | Jørgen Niclasen        | 4.726     | 20,5%  | 0            | -1   |
|                                | Javnaðarflokkurin (Socialdemokratiet) (C)   | Jóannes Eidesgaard     | 4.702     | 20,4%  | 0            | ±0   |
|                                | Miðflokkurin (Midterpartiet) (H)            | Álvur Kirke            | 1.577     | 6,8%   | 0            | ±0   |
|                                | Sjálvstýrisflokkurin (Selvstyrepartiet) (D) | Kári P. Højgaard       | 797       | 3,5%   | 0            | ±0   |
|                                |                                             |                        |           |        |              |      |
| Subtotal                       | Subtotal                                    |                        | 23.164    | 100%   | 2            | -    |
| Grønland                       |                                             |                        |           |        |              |      |
|                                | Inuit Ataqatigiit                           | Josef Motzfeldt        | 7,107     | 33.5%  | 1            | ±0   |
|                                | Siumut                                      | Hans Enoksen           | 6.658     | 31,4%  | 1            | ±0   |
|                                | Atassut                                     | Finn Karlsen           | 4.004     | 18,9%  | 0            | ±0   |
|                                | Demokraatit                                 | Per Berthelsen         | 3.436     | 16,2%  | 0            | ±0   |
|                                |                                             |                        |           |        |              |      |
| Subtotal                       | Subtotal                                    |                        | 21.205    | 100%   | 2            | -    |
|                                |                                             |                        |           |        |              |      |
| Total (Valgdeltagelse: 86,6 %) | Total (Valgdeltagelse: 86,6 %)              |                        |           |        | 179 mandater |      |

Socialistisk Folkeparti blev valgets store vinder og gik fra 11 til 23 mandater. Dansk Folkeparti fortsatte sin fremgang, idet de vandt et ekstra mandat og fik 25. Ny Alliance, der stillede op for første gang, kom ind med 5 mandater, hvilket var noget lavere end det, meningsmålingerne havde spået kort efter partiets stiftelse tilbage i foråret.
Den store taber blev Det Radikale Venstre, der blev næsten halveret, idet de gik fra 17 til 9 mandater. Venstre tabte 6 mandater og fik 46 mandater. Socialdemokraterne tabte 2 mandater og fik 45 mandater på baggrund af en stemmeandel ikke set lavere siden 1906. Enhedslisten tabte 2 mandater men klarede spærregrænsen og fik 4 mandater.
Det Konservative Folkeparti fik uændret 18 mandater men kunne dog mønstre en minimal fremgang i stemmer.
Kristendemokraterne, der var røget ud ved sidste valg, kom ikke ind men måtte tværtimod konstatere næsten en halvering af stemmerne på partiet. 21. juni 2010 meldte Per Ørum Jørgensen sig ind i partiet, så det derved er repræsenteret[7].
De to grønlandske mandater gik til Siumut og Inuit Ataqatigiit. På Færøerne genvandt Tjóðveldi det ene mandat, mens Sambandsflokkurin vandt det andet fra Fólkaflokkurin.
| Stemmefordeling             | Stemmefordeling             | Stemmefordeling | Stemmefordeling | Stemmefordeling |
| --------------------------- | --------------------------- | --------------- | --------------- | --------------- |
|                             |                             |                 |                 |                 |
| Venstre                     | Venstre                     |                 | 26.2%           | 26.2%           |
| Socialdemokraterne          | Socialdemokraterne          |                 | 25.5%           | 25.5%           |
| Dansk Folkeparti            | Dansk Folkeparti            |                 | 13.9%           | 13.9%           |
| Socialistisk Folkeparti     | Socialistisk Folkeparti     |                 | 13.0%           | 13.0%           |
| Det Konservative Folkeparti | Det Konservative Folkeparti |                 | 10.4%           | 10.4%           |
| Det Radikale Venstre        | Det Radikale Venstre        |                 | 5.1%            | 5.1%            |
| Ny Alliance                 | Ny Alliance                 |                 | 2.8%            | 2.8%            |
| Enhedslisten                | Enhedslisten                |                 | 2.2%            | 2.2%            |
| Kristendemokraterne         | Kristendemokraterne         |                 | 0.9%            | 0.9%            |

## Partier der havde arbejdet på at stille op
- Centrum-Demokraterne manglede ved valgets udskrivelse 2.000-3.000 underskrifter for at blive opstillingsberettiget. Dermed blev CD's eneste folketingsmedlem, tidligere DF-medlem Louise Frevert, ikke genopstillet til Folketinget.[3]
- Liberalisterne - Frihed og Velstand manglede ca. 15.000 underskrifter.[4]

Dertil kommer en række mindre kendte partier, som havde fået godkendt underskriftsblanketter.
Der skulle 19.341 gyldige underskrifter (1/175 af de gyldige stemmer fra forrige folketingsvalg) før et parti kunne stille op.

## Personlige Stemmer Top 10
- 1. Anders Fogh Rasmussen (V) 58.751 (61.792)
- 2. Helle Thorning-Schmidt (S) 49.926 (4.591)
- 3. Pia Kjærsgaard (DF) 47.611 (38.347)
- 4. Villy Søvndal (SF) 33.010 (6.838)
- 5. Orla Hav (S) 29.192 (-)
- 6. Lene Espersen (K) 27.457 (25.762)
- 7. Mette Frederiksen (S) 27.077 (18.219)
- 8. Søren Gade (V) 23.993 (19.161)
- 9. Bendt Bendtsen (K) 23.464 (25.871)
- 10. Svend Auken (S) 22.769 (35.978)

(stemmetallet fra folketingsvalget i 2005 i parentes)

## Valgets gang

### Statsministeremner og dronningerunde
Grundloven gav i princippet dronning Margrethe II mulighed for at udnævne hvem som helst til statsminister, så længe Folketinget ikke udtaler sin mistillid til vedkommende (såkaldt negativ parlamentarisme). I praksis falder valget dog som regel på en af partilederne og af gode grunde så vidt muligt den, der kan samle et flertal bag sig. Ved dette valg samlede interessen sig om siddende statsminister Anders Fogh Rasmussen (Venstre) og oppositionens leder Helle Thorning-Schmidt (Socialdemokraterne). Anders Fogh Rasmussen støttedes af Venstre, Det Konservative Folkeparti, Dansk Folkeparti og Ny Alliance, mens Helle Thorning-Schmidt støttedes af Socialdemokraterne, Det Radikale Venstre, Socialistisk Folkeparti, Enhedslisten og Kristendemokraterne. (Det Radikale Venstre havde en overgang i den forgangne valgperiode peget på daværende leder Marianne Jelved som deres statsministerkandidat, men frafaldt siden dette krav.)
Ny Alliance krævede et par gange under valgkampen dronningerunde, men modererede begge gange dette krav.
Ny Alliances krav om dronningerunde ville blive aktuelt, hvis regeringen mistede det flertal den havde sammen med Dansk Folkeparti.

### Valgets udgang
Sammenlagt fik regeringspartierne Venstre og Det Konservative Folkeparti og støttepartiet Dansk Folkeparti 89 mandater. Dertil kommer det færøske Sambandspartis mandat Edmund Joensen, der også støtter regeringen og dermed lige nøjagtig giver dem det fornødne flertal på 90 mandater. En dronningerunde var derfor ikke umiddelbar nødvendig, og Anders Fogh Rasmussen indbød i stedet Dansk Folkeparti og Ny Alliance til forhandlinger. Disse resulterede 23. november 2007 i dannelses af Anders Fogh Rasmussens tredje regering bestående af 12 Venstrefolk og 7 konservative.
Det nyvalgte Folketing holdt sit første møde 27. november 2007, hvor Svend Auken i sin egenskab af længstsiddende medlem bød velkommen og forestod valget af Thor Pedersen som midlertidig formand. Efter en kort redegørelse fra statsministeren nedsattes et foreløbigt Udvalg til Prøvelse af Valgene. Dette indstillede ved mødet dagen efter at valget godkendtes, hvilket blev enstemmigt vedtaget. Herefter udsattes mødet, således at de for første gang valgte medlemmer som krævet kunne skrive under på at ville holde Grundloven. Ved mødets genoptagelse sattes Folketinget med præsidium og udvalg. Den hidtidige formand for Folketinget, Christian Mejdahl var ikke genopstillet, hvorfor ny formand skulle vælges. Eneste indstillede kandidat var Thor Pedersen, der med støtte fra alle partier undtagen Enhedslisten valgtes. De øvrige valg til næstformænd, tingsekretærer, udvalg og råd skete traditionen tro uden sværdslag.

## Eksterne kilder/henvisning
- Wikimedia Commons har flere filer relateret til Folketingsvalget 2007

1. ↑  "Mandat". Folketingets leksikon. Arkiveret fra originalen 7. juni 2019. Hentet 13. november 2007.
2. ↑  Folketingsvalget 2007, Danmarkshistorien.dk, arkiveret fra originalen 19. marts 2016, hentet 15. maj 2015
3. ↑  "CD ude af valgkampen på forhånd". Politiken. 24. oktober 2007. Arkiveret fra originalen 24. oktober 2007. Hentet 24. oktober 2007.
4. ↑  "Liberalister når ikke at opstille". TV 2. 24. oktober 2007. Arkiveret fra originalen 25. oktober 2007. Hentet 24. oktober 2007.
5. ↑  "Oversigt over godkendte partinavne fra kommunaljuridisk kontor, Indenrigs- og Sundshedsministeriet". Arkiveret fra originalen 12. oktober 2007. Hentet 26. oktober 2007.
6. ↑  "Valg". Arkiveret fra originalen 30. oktober 2007. Hentet 11. november 2007.
7. ↑  Khader: Fogh må gå af efter valget Arkiveret 9. november 2007 hos  Wayback Machine, Politiken, 8. november 2007.
8. ↑  Færøerne sikrer Fogh nyt VKO-flertal Arkiveret 14. november 2007 hos  Wayback Machine, Politiken, 14. november 2007
9. ↑  Fogh indkalder Khader og Kjærsgaard til forhandlinger Arkiveret 14. november 2007 hos  Wayback Machine, Politiken, 14. november 2007.
10. ↑  Referat af Folketinget møde 27. november 2007 (Webside ikke længere tilgængelig)
11. ↑  Referat af Folketingets møde 28. november 2007 (Webside ikke længere tilgængelig)

- Statsministerens begrundelse for at udskrive Folketingsvalg 2007 Arkiveret 2. december 2007 hos  Wayback Machine
- KMD Valg – Stemmerne fordelt på kredsene Arkiveret 12. maj 2009 hos  Wayback Machine
- Lov om valg til Folketinget Arkiveret 7. november 2012 hos  Wayback Machine